# Magareća smokva
Magareća smokva (sikomora, lat. Ficus sycomorus), vrsta korisnog drveta iz porodice dudovki raširenog po sjevernoj Africi i istočnom Mediteranu.
Naraste do 20 ili 30 metara visine, veoma je razgranato, a deblo je kratko.

## Vanjske poveznice
|  | Zajednički poslužitelj ima još gradiva o temi Ficus sycomorus |
|  | Wikivrste imaju podatke o taksonu Ficus sycomorus             |